# フリードリヒ・クラウス
フリードリヒ・クラウス（Friedrich Salomon Krauss、1859年10月7日 - 1938年5月29日）は、オーストリアの民俗学者である。性科学、スラヴ学を専門とした。
1859年、ハンガリー王国（現クロアチア）のポジェガ生まれ。ウィーン大学で言語学と民族学を修める。1890年代より南スラヴ人の民間伝承の収集に力を注ぐ。1904年に性風俗と性科学を研究する年刊誌「アントロポフィテイア」を創刊、ジークムント・フロイトをはじめ、イヴァン・ブロッホ、フランツ・ボアズなど著名な研究者が協力した。
1907年、シーボルトをはじめとする欧米人の日本報告を読んだことで日本に関心を持ち、『古事記』など、当時ヨーロッパで手に入る日本関連の文献を読み、論文『信仰、慣習、風習および慣習法からみた日本人の性生活』をアントロポフィテイア誌にて発表。訪日することはなかったが、ドイツ留学中の巖谷小波や『日本性的風俗辞典』の著者である佐藤紅霞（佐藤民雄）らの協力を得て、日本の性風俗を分析した。
1909年には『ロシアの民間伝承、ウクライナ農民の性生活』（共著）を発表。1913年、一連の研究がポルノ行為と見なされてベルリンで裁判になり、アントロポフィテイア誌廃刊。1938年、ウィーンで死去。

## 著書
- 『日本人の性生活』世界性学全集第3 性問題研究会・編 河出書房 1957年
- 『名著絵題 性風俗の日本史』 (河出文庫) 風俗原典研究会・訳 河出書房新社 1988年
- 『日本人の性生活』安田一郎・訳　青土社 2000年